# Michela Fanini
Michela Fanini (Lucca, 23 marzo 1973 – Capannori, 26 ottobre 1994) è stata una ciclista su strada italiana, vincitrice del titolo nazionale su strada nel 1992 e del Giro d'Italia nel 1994.

## Carriera
Michela Fanini nacque in una famiglia legata al ciclismo: il nonno era Lorenzo Fanini, fondatore di una casa di biciclette, mentre lo zio Ivano Fanini, patron prima di squadre dilettantistiche e dal 1989 del team professionistico Amore & Vita. Dotata di uno spunto veloce, si mise in evidenza già nelle categorie giovanili; tra le Juniores vestì la maglia della Nazionale ai campionati del mondo 1990 e 1991, vincendo anche gare in Francia e Paesi Bassi.
Passata alle Elite, già a 19 anni, nel 1992, conquistò il titolo di campionessa italiana su strada a Montebelluna. L'anno successivo al Giro d'Italia, appena rilanciato dopo due anni di stop dalla società diretta dal padre Brunello, vinse una tappa e concluse al quinto posto assoluto, facendo sua anche la classifica delle giovani. In stagione si aggiudicò anche una frazione al Tour Cycliste Féminin e una al Tour de la Communauté Européenne, e si classificò seconda nel Campionato italiano, quarta nella gara in linea dei campionati del mondo di Oslo e terza nella cronometro a squadre iridata con il quartetto azzurro completato da Valeria Cappellotto, Fabiana Luperini e Roberta Bonanomi.
Nel 1994 vinse la classifica finale del Giro d'Italia, aggiudicandosi anche una tappa, e tre frazioni del Tour Cycliste, mentre ai campionati del mondo in Sicilia concluse solo 52ª anche a causa di una caduta nel finale di gara quando era con le prime.
Il 26 ottobre 1994 morì in un incidente stradale alle porte di Lucca: alla guida della sua Peugeot 205, perse il controllo del veicolo, che sbandò urtando su un muretto e ribaltandosi.

## Riconoscimenti postumi
Suo padre, Brunello Fanini, rifondatore solo l'anno prima del Giro d'Italia femminile, creò già nel 1995 in sua memoria il Memorial Michela Fanini, che divenne in seguito, come Giro della Toscana Femminile-Memorial Michela Fanini, appuntamento fisso di settembre del calendario internazionale; lanciò inoltre la squadra femminile SC Michela Fanini-Record-Rox, dal 2005 registrata come squadra UCI. A Michela Fanini sono dedicate anche numerose vie, piazze e piste ciclabili, soprattutto in Toscana: le piazze centrali di Segromigno e di Paganico, un piazzale a Campi Bisenzio, piste ciclabili a Torre del Lago, Cervia, Lunata e Capannori, vie a Monzambano e Crocetta del Montello, il ciclodromo di Vaiano.

## Palmarès
- 1992

Campionati italiani, Prova in linea
- 1993

5ª tappa Giro d'Italia
13ª tappa Tour Cycliste
7ª tappa Tour de la Communauté Européenne
- 1994

Giro del Friuli
3ª tappa Giro d'Italia
Classifica generale Giro d'Italia
2ª tappa Tour Cycliste
5ª tappa Tour Cycliste
7ª tappa Tour Cycliste

### Altri successi
- 1993

Classifica giovani Giro d'Italia

## Piazzamenti

### Grandi Giri
- Giro d'Italia

1993: 5ª
1994: vincitrice
- Tour Cycliste

1992: 38ª
1993: 22ª
1994: 17ª

### Competizioni mondiali
- Campionati del mondo

Oslo 1993 - Cronosquadre: 3ª
Oslo 1993 - In linea Elite: 4ª
Capo d'Orlando 1994 - In linea Elite: 52ª